# Pleumeur-Bodou
Pleumeur-Bodou è un comune francese di 4 223 abitanti situato nel dipartimento delle Côtes-d'Armor nella regione della Bretagna.
Sede di un Centro di telecomunicazione spaziale, è conosciuto per essere stato il sito in cui fu ricevuto per la prima volta in Europa, assieme al centro satellitare inglese di Goonhilly Down, un segnale teletrasmesso in Mondovisione attraverso il satellite artificiale Telstar.
Nel comune è inoltre in funzione la Cité des télécoms, museo tematico dedicato alle telecomunicazioni, gestito da France Télécom e Orange.

## Società

### Evoluzione demografica
Abitanti censiti

## Monumenti e luoghi d'interesse
- Il menhir cristianizzato e la cappella nella frazione di Saint-Uzec